# Indira Mateta
Indira Mateta (Luanda, 1985) é uma fotógrafa, artista plástica e ativista angolana.

## Biografia
Indira Mateta é uma fotógrafa angolana e artista plástica, nascida em 1985 em Luanda. Formada em Relações Internacionais pelo Instituto Superior de Relações Internacionais de Angola, a artista também se auto-intitula ativista capilar, reinvidicando a valorização do cabelo natural entre pessoas de Angola e pessoas pretas no geral.
Apesar de ter interesse pelas artes visuais desde muito nova, teve seu primeiro incentivo através de sua colega Francisca Meireles que comercializava camisas com seus desenhos. Em 2015, Francisca lhe deu material para que pudesse fazer sua arte. A partir disso, expandiu as superfícies de pintura com as quais trabalhava, da camisa para materiais como tela, vidro e porcelana.

## Ativismo
Em 2013 foi uma das organizadoras da iniciativa One Billion Rising em Luanda, evento que pretende chamar a atenção sobre a violência contra as meninas e mulheres do mundo inteiro, através de protestos em forma de dança.

## Prêmios e Reconhecimento
- 2008: "Image Fotografia 2008" prêmio de fotografia BESA (Banco Espírito Santo de Angola) pela fotografia "Afrobasketologia"[7][8]
- 2019: participou da quarta edição da residência artística internacional Catchupa Factory, programa para fotógrafos e artistas emergentes focado nos países africanos de língua portuguesa (PALOP), e organizado pela  Associação Olho-de-Gente (AOJE). O projeto foi financiado pela Fundação Calouste Gulbenkian. [9][10]

## Ligações Externas
- «Portfólio»
- «TEDX Luanda»